# Dacriocistorinostomia
La dacriocistorinostomia è una procedura chirurgica oculistica mirata alla ricanalizzazione del canale lacrimale. La tecnica consiste nel creare una via accessoria per mettere in comunicazione il sacco lacrimale con il naso.

## Indicazioni
Si effettua in presenza di dacriocistiti, ovvero sacche di liquido dovute ad un'occlusione del canale lacrimale causata da infezioni oculari o nasali e in tutti i tipi di ostruzioni, dette dacriostenosi, in cui l'ostruzione è posta a livello "basso", ovvero a valle dei canalicoli lacrimali o in casi di infezioni del sacco lacrimale (mucocele). L’ostruzione del dotto nasolacrimale è la causa più comune di lacrimazione occhi (epifora o occhio che lacrima) nelle persone adulte. L’obiettivo è quello di ristabilire una comunicazione tra il sacco lacrimale e la cavità nasale. 

## Procedura chirurgica
La dacriocistorinostomia (DCR) è una procedura che richiede la rimozione di una parte dell'osso lacrimale per creare una finestra tra il sacco lacrimale e la cavità nasale, preservando il meccanismo di drenaggio attivo. Può essere eseguito tramite un accesso esterno o un accesso nasale endoscopico. Di solito, l'accesso endoscopico richiede l'anestesia generale. Tra i vantaggi delle tecniche endoscopiche vi è il fatto che non vengono eseguite incisioni a livello della cute. Al termine dell'intervento vengono posizionati dei tubicini di silicone lungo il nuovo tragitto creato, che poi vengono asportati in ambulatorio dopo circa quattro mesi senza dolore e senza anestesia. La dacriocistorinostomia laser transcanalicolare viene eseguita inserendo una piccola fibra laser nei canalicoli e può essere eseguita in anestesia locale. Comporta una minore rimozione di tessuto rispetto alle tecniche standard, ma il successo potrebbe essere inferiore rispetto alle tecniche DCR standard. La tecnica della dacriocistorinostomia laser consente di effettuare l’intervento in anestesia locale o sotto sedazione con una sonda laser da 810 o 980 nanometri, che viene introdotta attraverso la via lacrimale sotto controllo visivo di un semplice sinuscopio.
Questa tecnica potrebbe comportare anche una riduzione del trauma chirurgico, una minore durata dell’intervento, la rapidità dei tempi di guarigione e la diminuzione delle complicanze post-operatorie. 
La dacriocistorinostomia laser consente inoltre di ritrattare la zona interessata sia con la stessa tecnica sia con ulteriori interventi più invasivi, anche se questo può avvenire solo dopo diversi anni. 